# Американ-Ривер (приток Сакраменто)

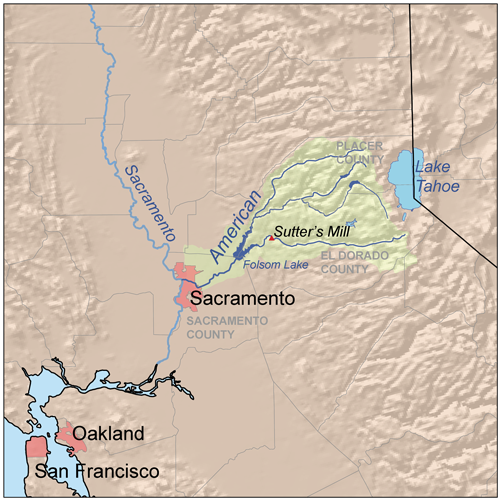

Американ-Ривер (англ. American River «Американская река») — река в Калифорнии, США. Берёт начало в горах Сьерра-Невада, протекает через город Сакраменто, где впадает в реку Сакраменто. Имеет три рукава: северный, средний и южный. На реке находится множество порогов.
Река занимает заметное место в истории США. В 1848 году, вблизи лесопилки Саттера, расположенной у реки, было найдено золото, что положило начало Калифорнийской золотой лихорадке.

## Города на реке
- Сакраменто